# 聯合國原子能委員會
聯合國原子能委員會（英語：United Nations Atomic Energy Commission）是聯合國安全理事會直屬機構，1946年1月24日成立於英國倫敦，其任務為研究、調查、管制有關原子能的一般事項。
聯合國原子能委員會自1949年7月以降一直处于非活动状态，至1952年正式解散。